# Yalda

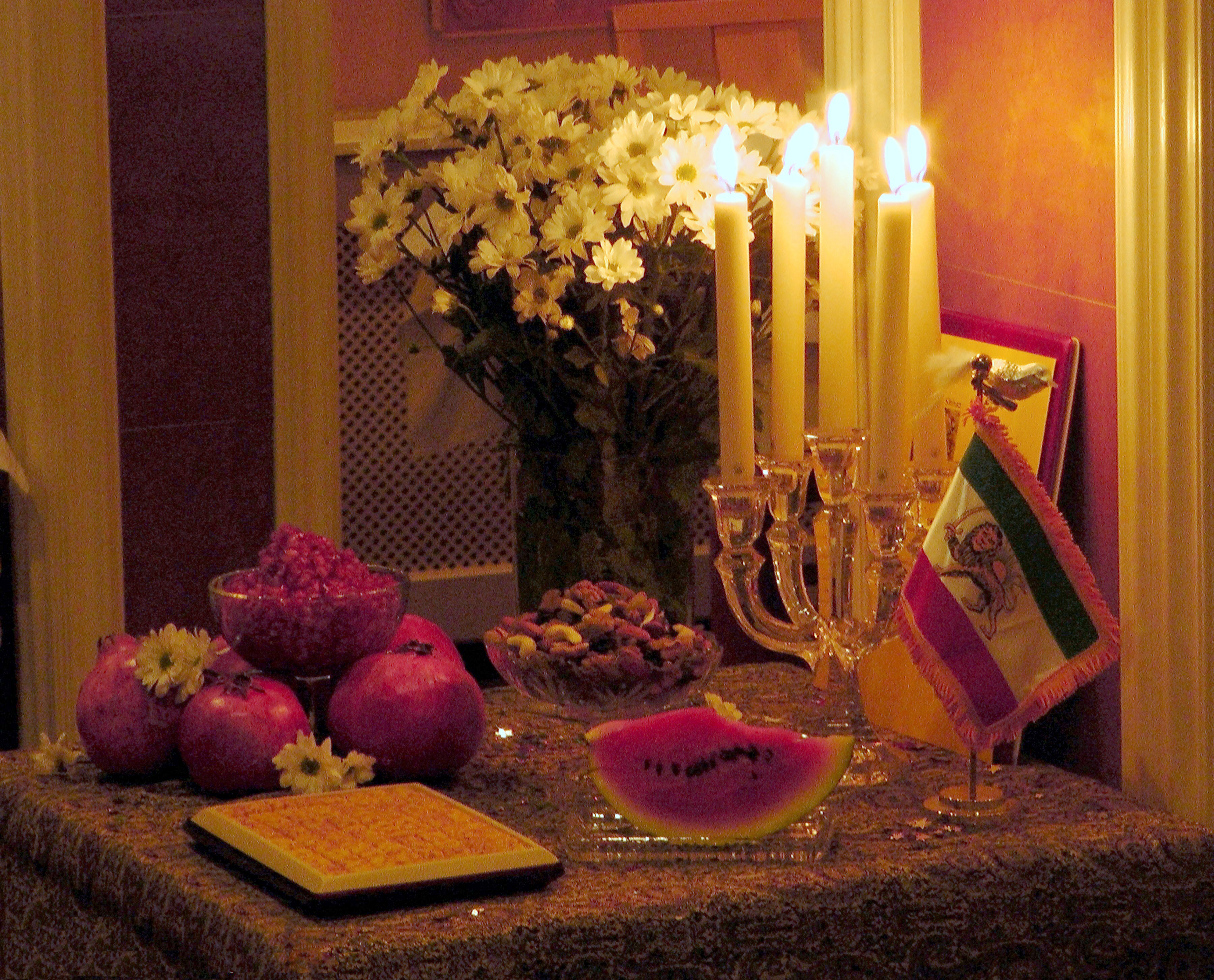
Een tafel tijdens Yalda-nacht van Perzen in Amsterdam, 2011

Yalda-nacht of Chelleh-nacht (Perzisch: شب یلدا / شب چله,  Shabe Yalda, Shabe Chelleh) is een oud Perzische  ceremonie in de langste winternacht (kortste dag), vaak 20 of 21 december, of in de laatste nacht van de Perzische maand azar. De ceremonie wordt gevierd in Iran (Perzië), Koerdistan, Afghanistan, Tadzjikistan, Turkije (door Azeri's), Rusland (door Dagestani) en door Iraanse Canadezen en Iraanse Amerikanen.

## Geschiedenis
De ceremonie heeft haar oorsprong in het oude Perzië zo'n vijfentwintighonderd jaar geleden.
Deze werd uitvoerig gevierd sinds het heerschap van Darius de 1e.
In Yalda-nacht eten Perzische sprekers (en andere Iraanse volkeren) watermeloen, granaatappel en studentenhaver en maken zij plezier met dans en muziek. Het lezen van gedichten van Hafez, 14e-eeuwse Perzische lyrische dichter en verhalen uit de Shahnama van Ferdowsi is een ander onderdeel van de Yalda Nacht viering.
Yalda betekent in het Syrisch-Aramees 'geboorte'. Het Perzische woord Chehel betekent 'veertig' waarmee het begin van de eerste veertig dagen van de winter bedoeld wordt.